# Langenstriegis
Langenstriegis ist ein Ortsteil der Stadt Frankenberg/Sa. in Sachsen. Er wurde am 1. März 1994 eingemeindet.

## Geographie

### Geographische Lage
Der Ort liegt am Fuße des vorderen Erzgebirges etwa 6 km östlich der Stadt Frankenberg. Er erstreckt sich über ca. 4 km entlang dem Tal der Kleinen Striegis über eine Fläche von 1340 ha. Im Dorf leben 553 Einwohner.

### Nachbarorte
| Dittersbach | Berthelsdorf                                | Eulendorf          |
| Mühlbach    | Kompassrose, die auf Nachbargemeinden zeigt | Bockendorf         |
| Hausdorf    | Schönerstadt                                | Hartha, Memmendorf |

## Geschichte

Wappen von Langenstriegis

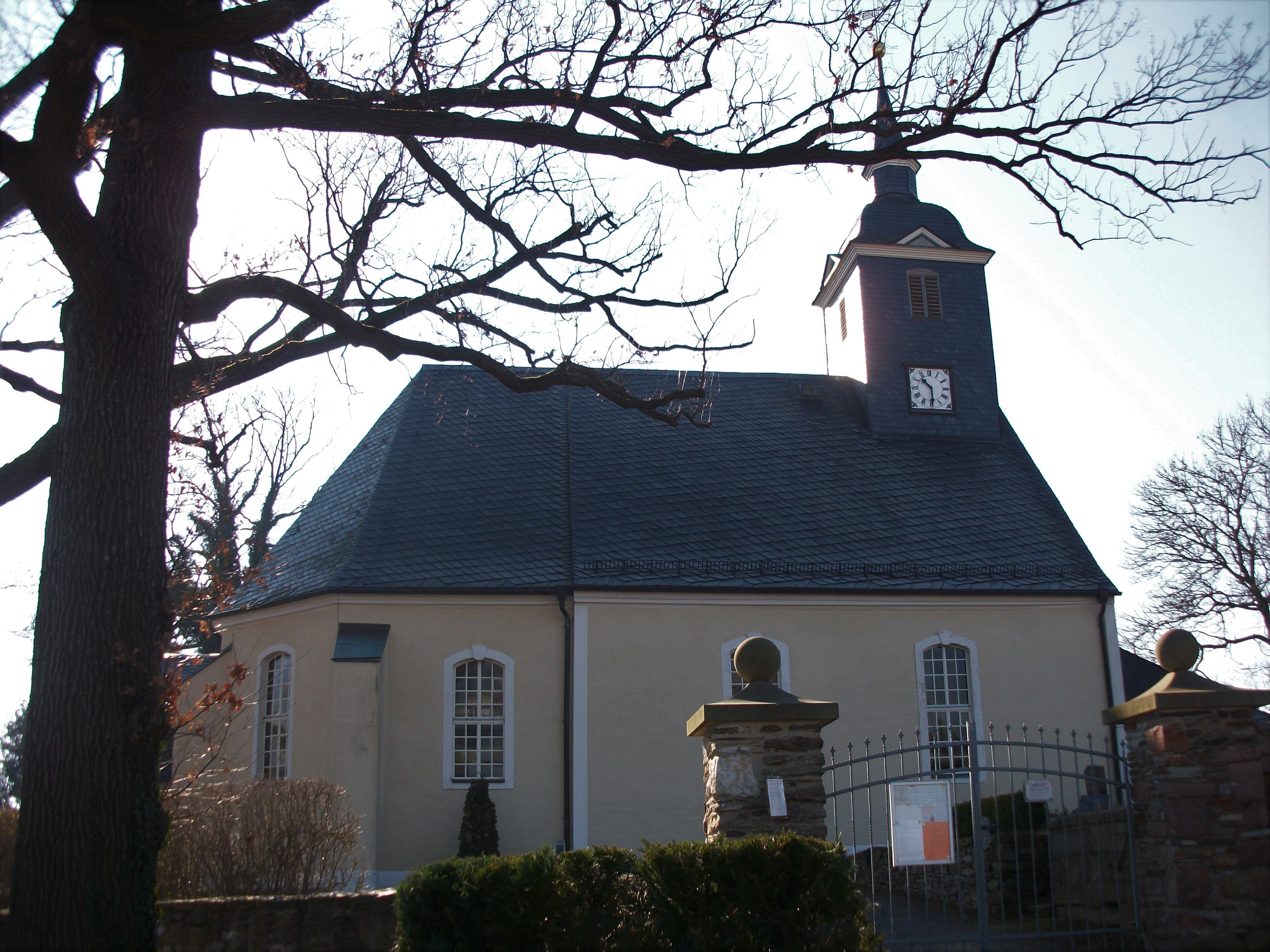
Ev.-luth. Kirche Langenstriegis

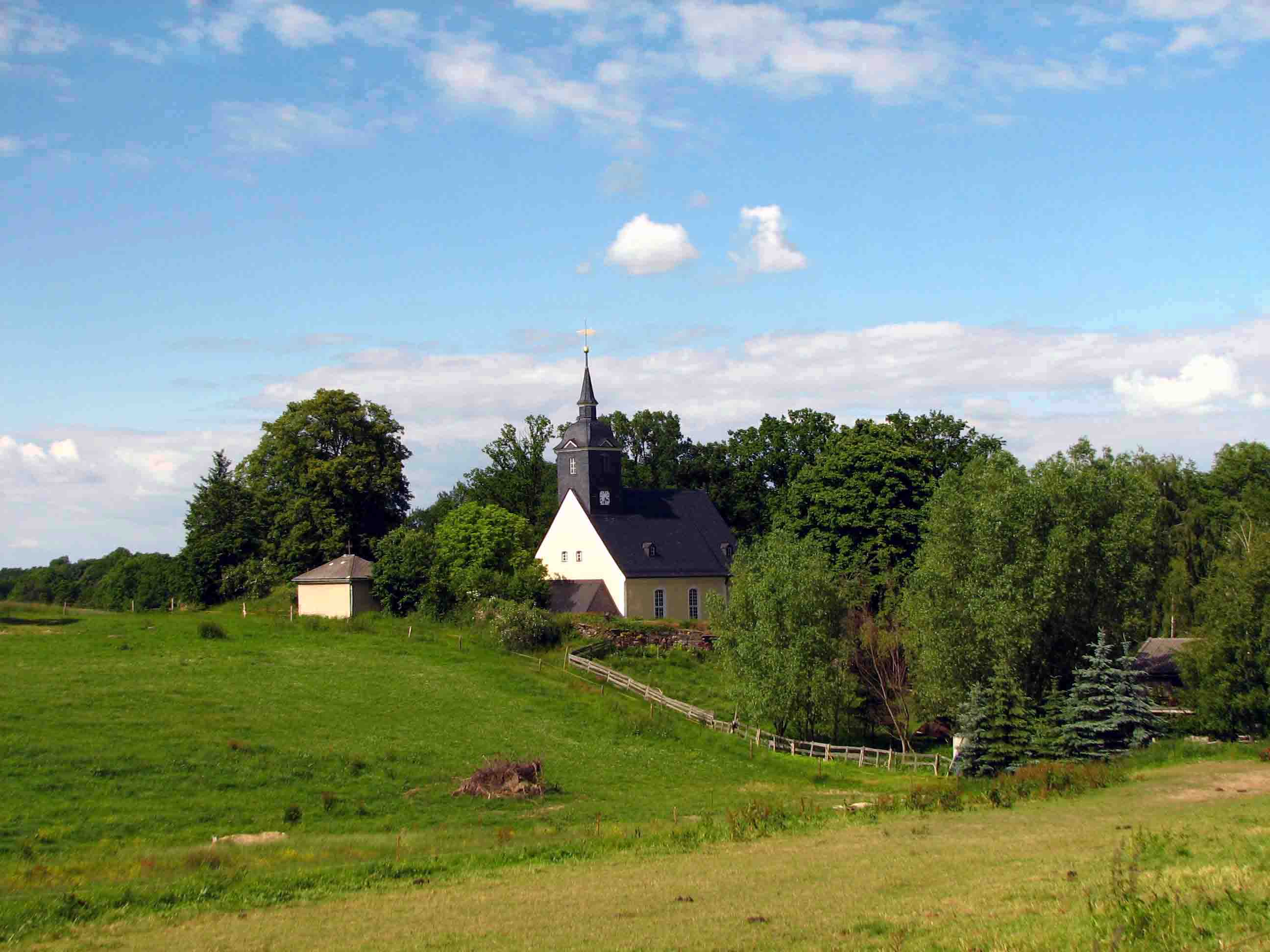
Ev.-luth. Kirche von Langenstriegis

Langenstriegis wurde um 1150 von eingewanderten fränkischen Bauern gegründet. Zunächst war das Bauerndorf ein Lehen des Klosters Hersfeld, später ging es als Lehen zu Altenburg über, danach an die Rittersfamilie von Bor.
Aus einer Urkunde von 28. März 1282 geht hervor, dass die obere Ortshälfte des Dorfes Striguz Arnold, Ritter von Bor, samt den Patronatsrechten über die Kirche dem Kloster Altzella geschenkt, die untere einem Meißner Bürger verkauft hat. Das ist die erste urkundliche Erwähnung von Langenstriegis. Nach der Säkularisation des Altzellaer Klosterbesitzes im Jahr 1540 kam der Ort zum neu gegründeten wettinischen Amt Nossen. Während des Dreißigjährigen Krieges wurde ein Großteil der Häuser und Bauernhöfe in Langenstriegis niedergebrannt. Im 17. Jahrhundert wurde vor Ort Bergbau betrieben. Heute existieren noch einige Restlöcher der ehemals betriebenen Steinbrüche. Abgebaut wurde vor allem das Mineral Wavellit, dessen besondere Ausprägung vor Ort auch als „Striegisan“ bezeichnet wurde.
1835 wurde ein Schulgebäude gebaut, um diese Zeit herum hatte der Ort wohl aufgrund des Bergbaus an die 800 Einwohner. Langenstriegis gehörte bis 1856 als Amtsdorf zum kursächsischen bzw. königlich-sächsischen Amt Nossen. Ab 1856 gehörte Langenstriegis zum Gerichtsamt Hainichen und ab 1875 zur Amtshauptmannschaft Döbeln, welche 1939 in Landkreis Döbeln umbenannt wurde.
Mit der ersten Kreisreform in der DDR kam die Gemeinde Langenstriegis im Jahr 1950 zum Landkreis Flöha. Infolge der zweiten Kreisreform in der DDR erfolgte im Jahr 1952 die Zuordnung zum neu gegründeten Kreis Hainichen im Bezirk Chemnitz (1953 in Bezirk Karl-Marx-Stadt umbenannt). Seit 1990 gehörte die Gemeinde Langenstriegis zum sächsischen Landkreis Hainichen, der 1994 im Landkreis Mittweida und 2008 im Landkreis Mittelsachsen aufging. Am 1. März 1994 erfolgte die Eingemeindung von Langenstriegis nach Frankenberg.

### Urkundlich belegte Ortsnamenformen
Der erste überlieferte Ortsname Striguz erfuhr in späteren Jahrhunderten einige Variationen der Schreibweise.
- 1282, 1283 Striguz
- 1385 Stregus
- 1497 Strigis
- 1530 Strieges
- 1540 Langestrigis
- 1552 Langeschrigis
- 1575 Langenstriegiß

Der Ortsname kommt vom Fluss Striegis, an dem das Dorf liegt. Die ursprüngliche Bedeutung des Flussnamens ist nicht eindeutig geklärt. Mit Sicherheit ist er slawischer Herkunft.

### Einwohnerentwicklung
Entwicklung der Einwohnerzahl (31. Dezember):
| Jahr | Einwohner |
| ---- | --------- |
| 1834 | 784       |
| 1871 | 927       |
| 1946 | 906       |
| 1991 | 525       |
| 2000 | 458       |
| 2005 | 560       |
| 2007 | 553       |
| 2011 | 545       |

## Politik
Der Ortschaftsrat besteht aus insgesamt fünf Mitgliedern. Seit der Ortschaftsratswahl 2014 gehören davon vier der CDU und eins dem Gewerbeverband – Für Frankenberg/Sachsen e. V. an.

## Vereine
Erwähnenswerte Vereine sind das Kinderbauerngut „Lindenhof“ e. V., der Langenstriegiser Sportverein Grün-Weiß e. V. sowie der Verein Historischer Besiedlungszug a. D. 1156 e. V. Die Abteilung Tischtennis des Langenstriegiser SV ist seit Jahren erfolgreich in der Jugendarbeit und in den verschiedenen Altersklassen auf Landesebene vertreten. Die Abteilung tritt mit fünf Herren- und zwei Jugend-Mannschaften im Bezirk Dresden und im Landkreis Mittelsachsen an. Die erste Mannschaft bestreitet dabei ihre Spiele in der 2. Bezirksliga.

## Sehenswürdigkeiten
Besonderheiten vor Ort sind unter anderem die ev.-luth. Kirche mit einem holzgeschnitzten Altar von 1520 und ein Kriegerdenkmal am Friedhof.

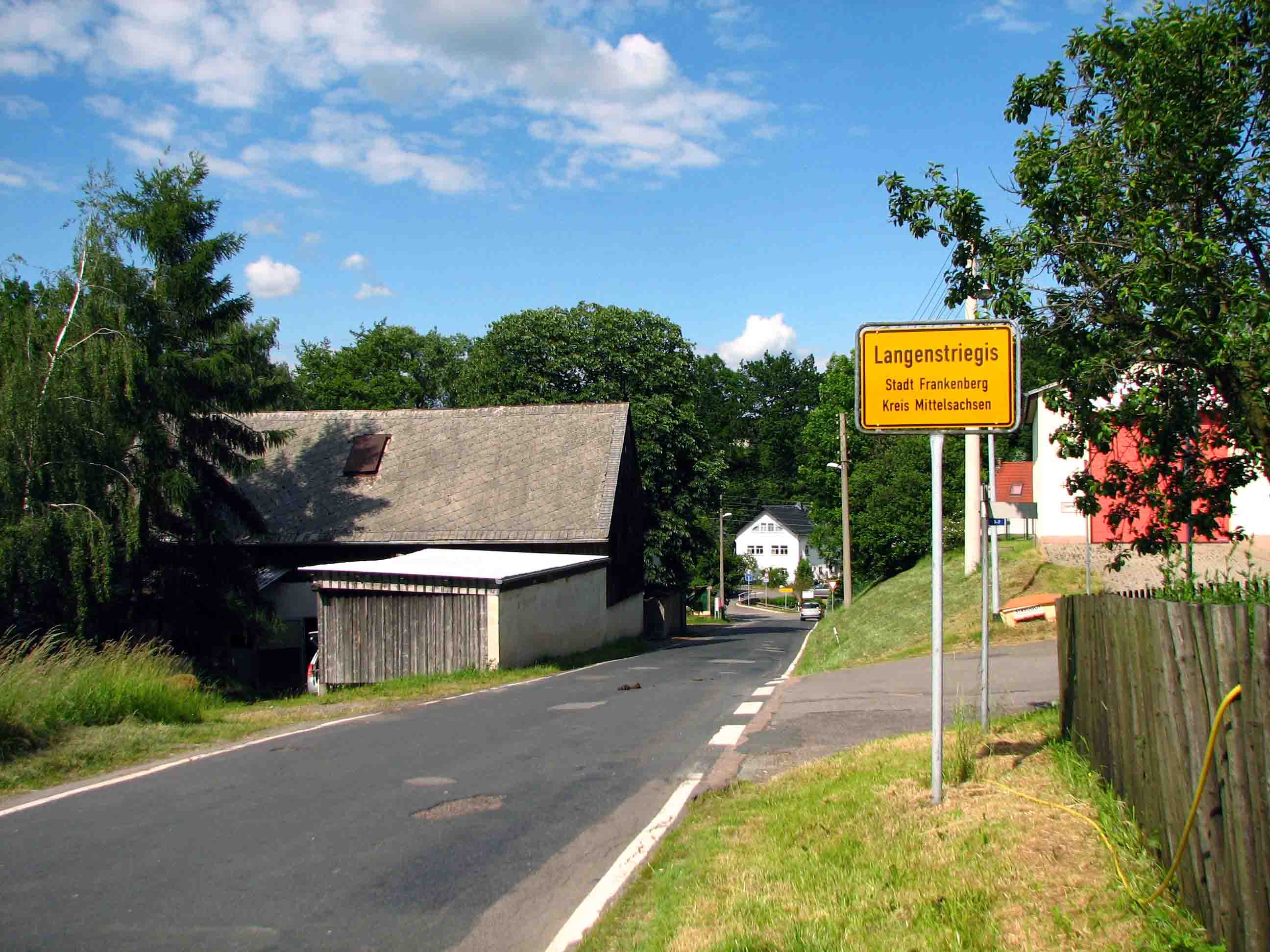
Ortseingang
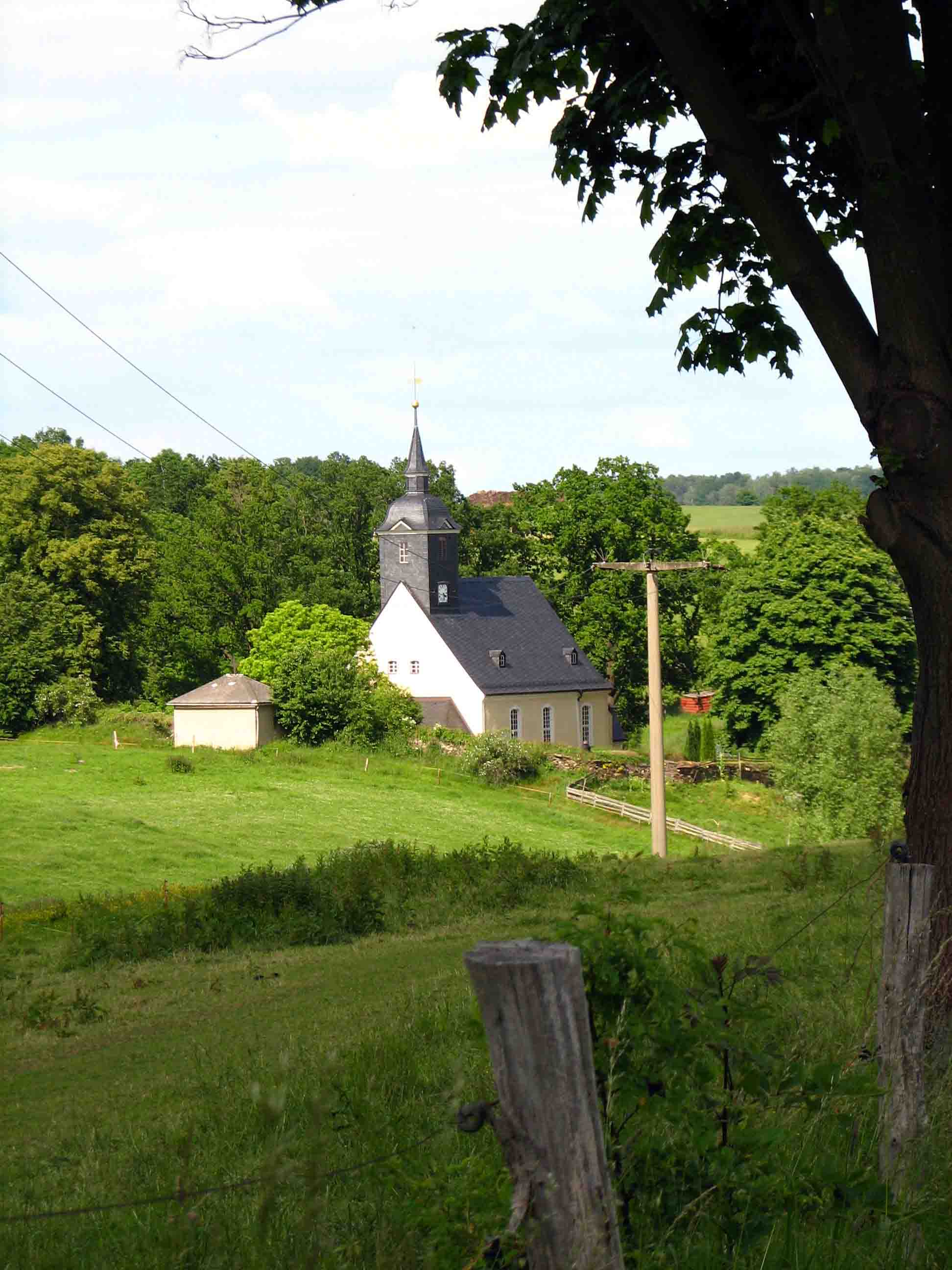
Ev.-luth. Kirche
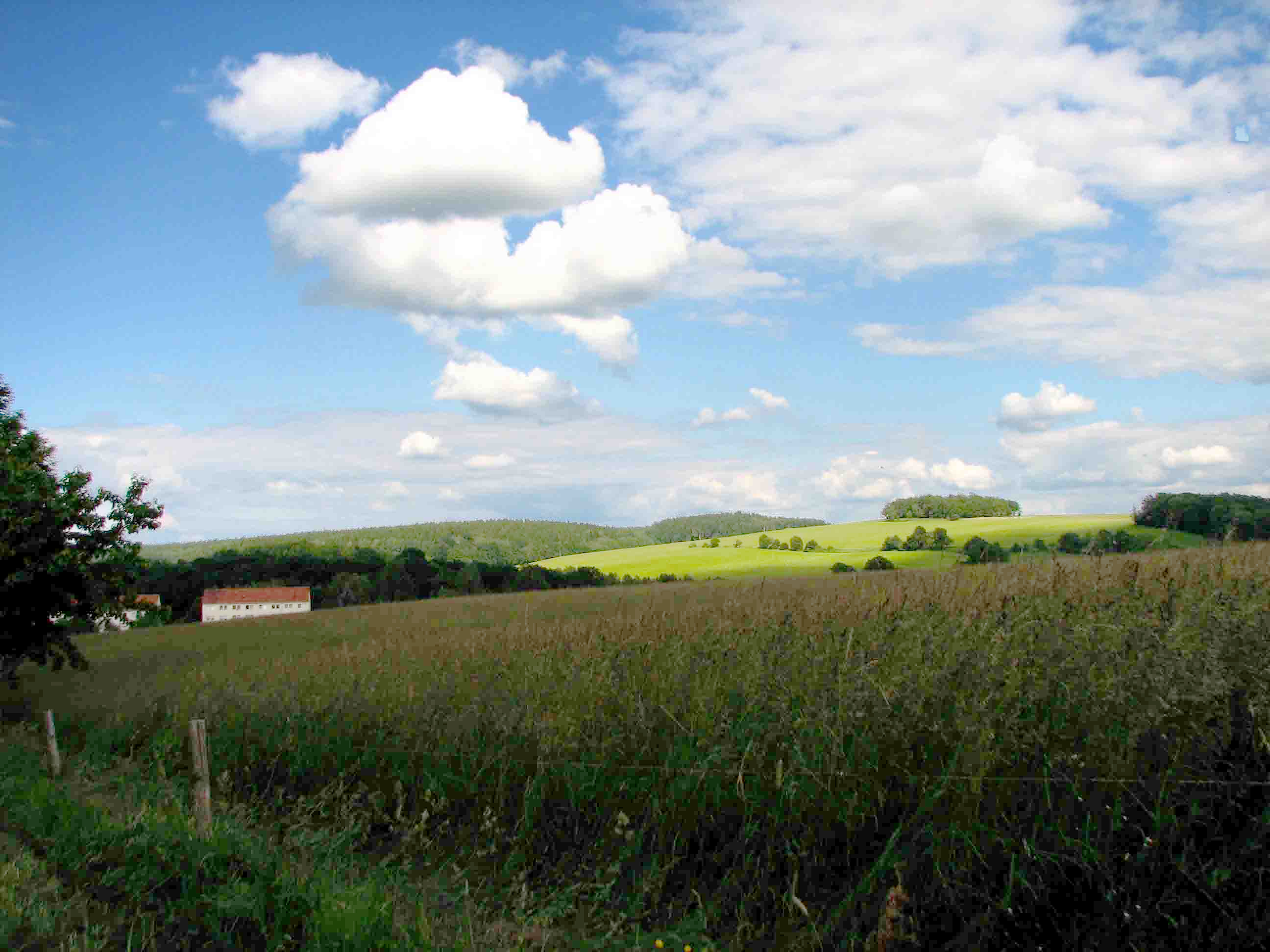
Blick über die Landschaft bei Langenstriegis
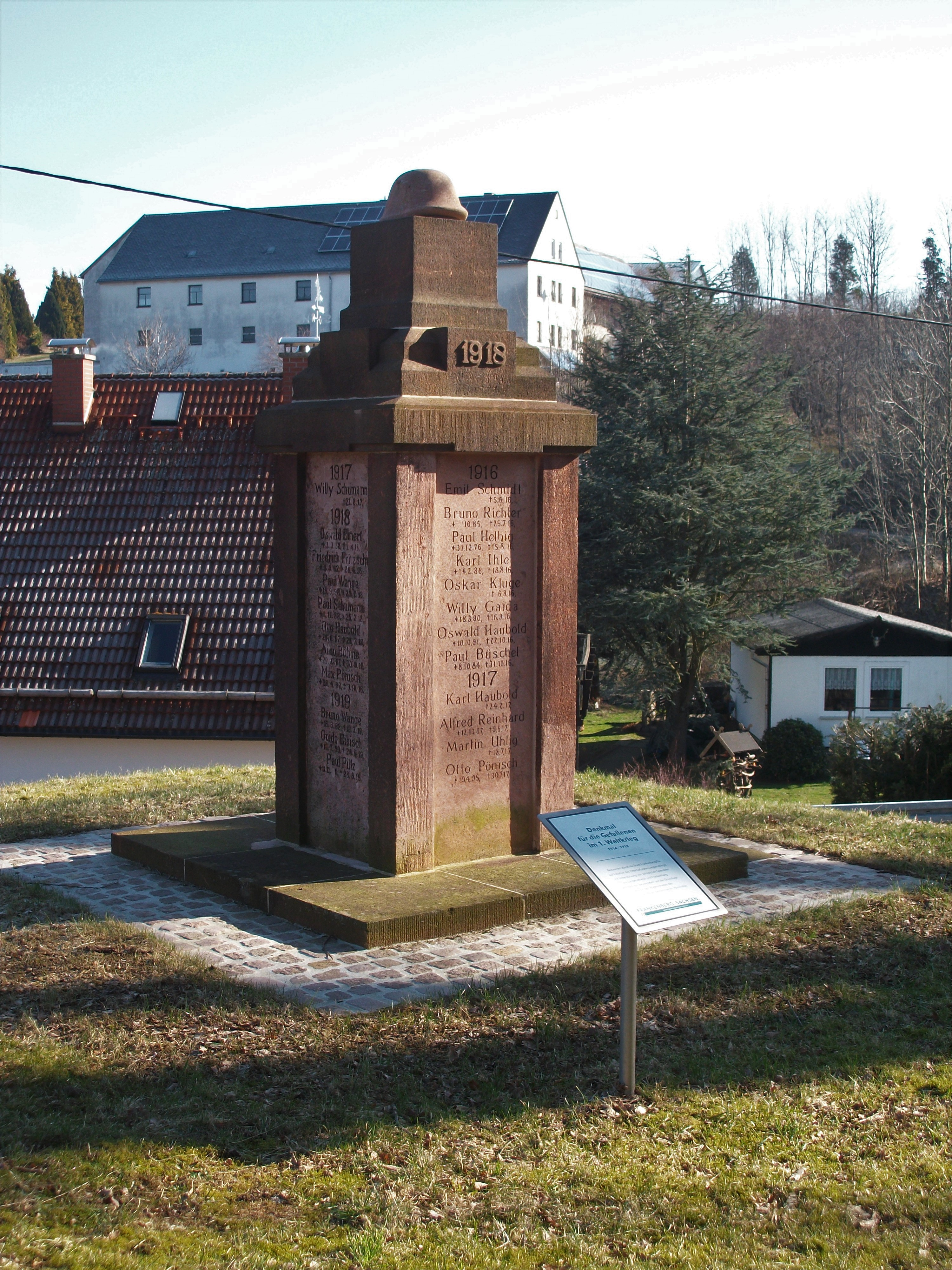
Gefallenendenkmal Langenstriegis